# 共产主义工人联盟 (比利时)
共产主义工人联盟（法语：Ligue communiste des travailleurs）是比利时的一个小型托洛茨基主义政党。该党以阿根廷托洛茨基主义理论家纳韦尔·莫雷诺的政治思想为指导。该党是国际工人联盟—第四国际的同情支部。